# Velatida
De Velatida zijn een orde van de zeesterren (klasse Asteroidea). De orde telt vier families.

## Families
- Caymanostellidae Belyaev, 1974
- Korethrasteridae Danielssen & Koren, 1884
- Myxasteridae Perrier, 1885
- Pterasteridae Perrier, 1875

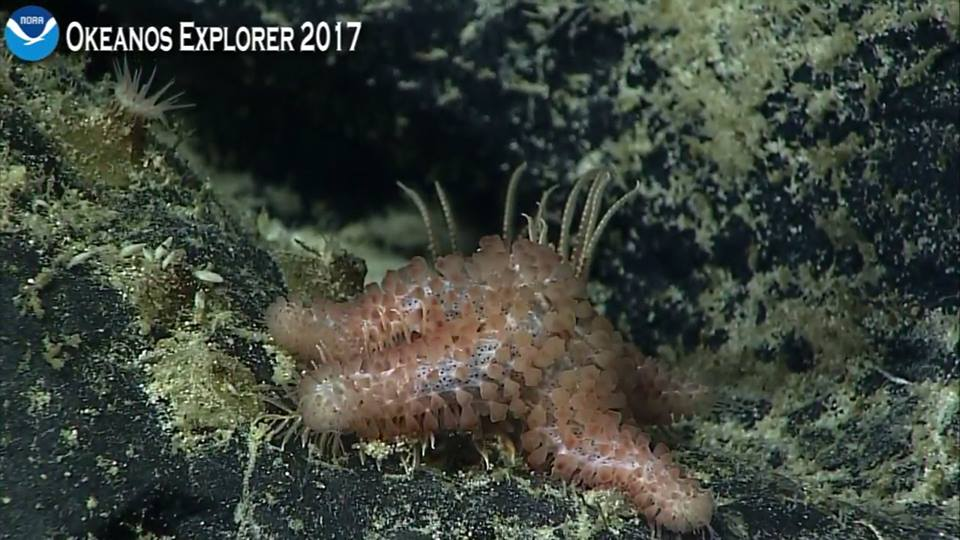
Peribolaster sp. (Korethrasteridae)
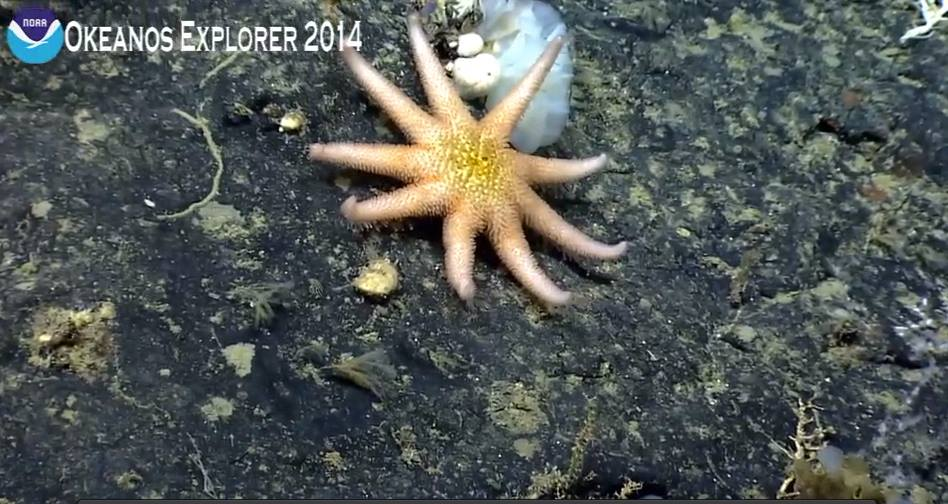
Myxaster sp. (Myxasteridae)
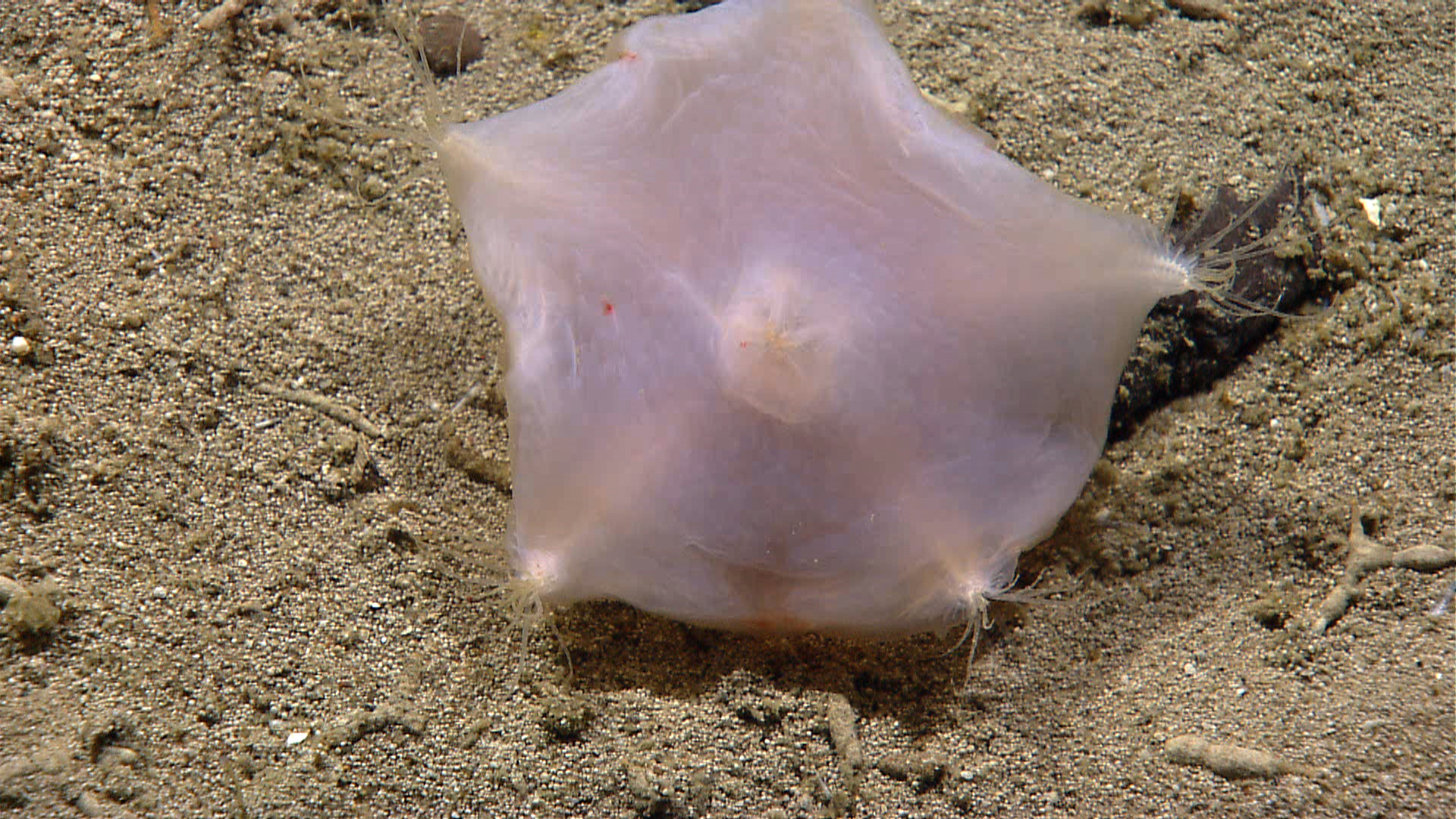
Hymenaster sp. (Pterasteridae)

## Afbeeldingen

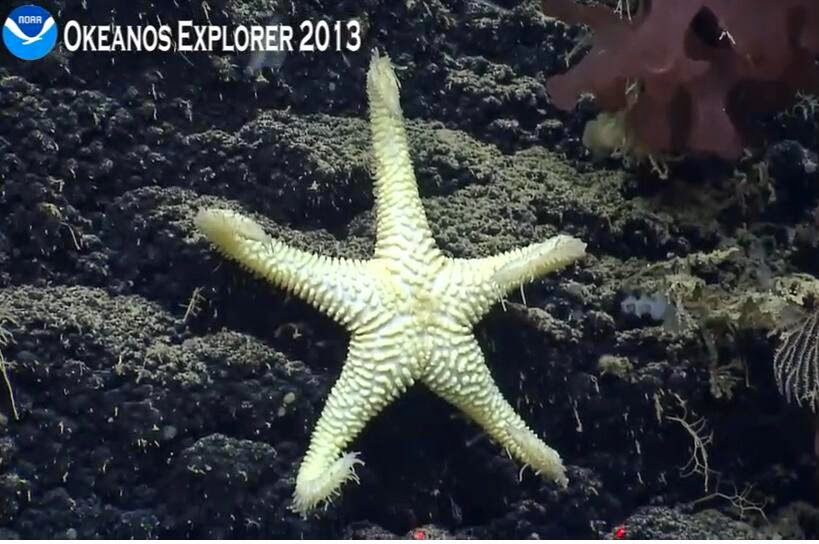
Pythonaster sp.
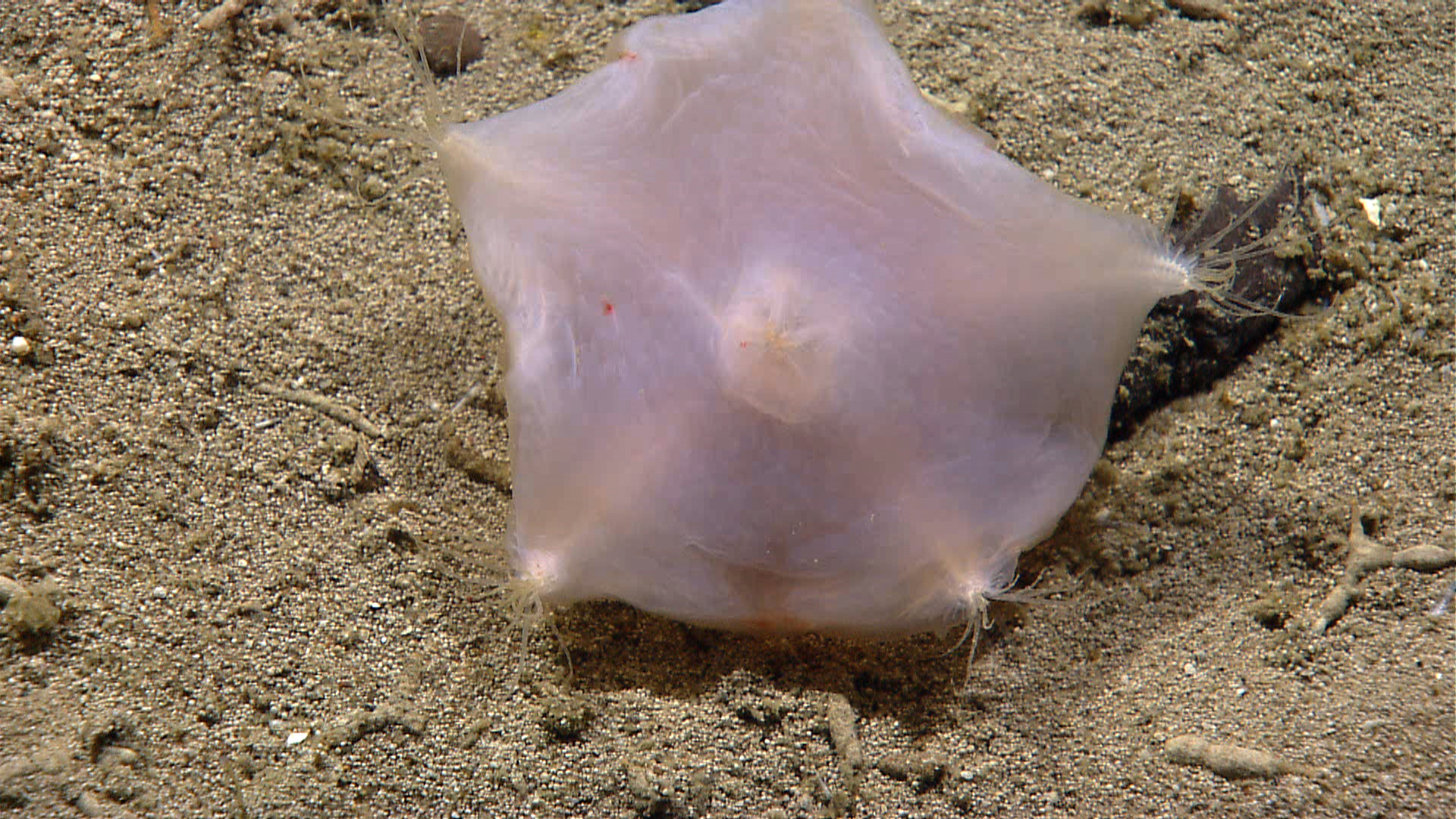
Hymenaster sp.